# Evangelische Kirche (Wermertshausen)

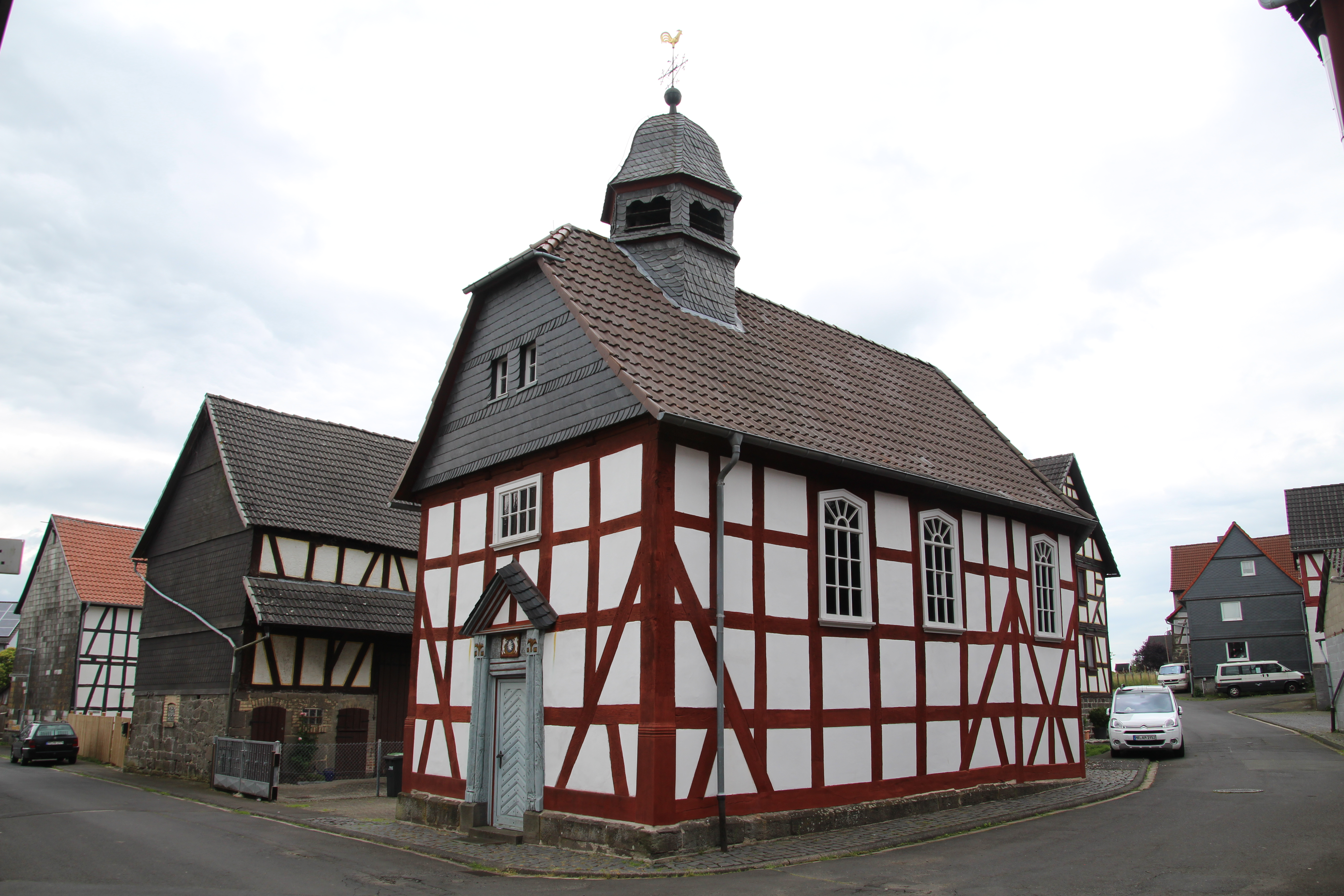
Kirche in Wermertshausen von Westen

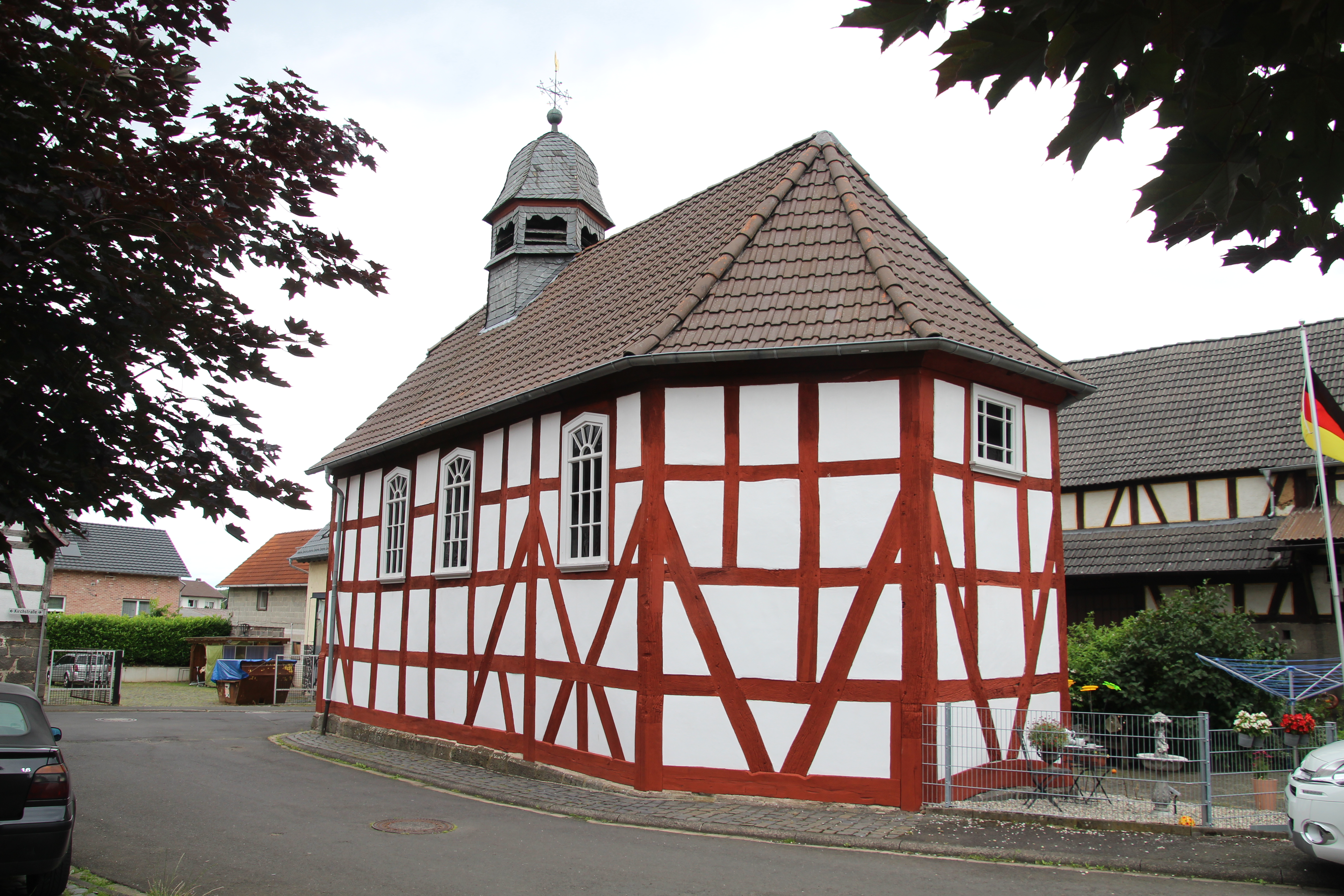
Kirche mit Blick von Süden

Die Evangelische Kirche in Wermertshausen, einem Ortsteil der Gemeinde Ebsdorfergrund in Mittelhessen, ist eine denkmalgeschützte Fachwerkkirche. Die im Jahr 1755 gebaute Saalkirche hat einen dreiseitigen Chorschluss und ein Schopfwalmdach mit einem kleinen Haubendachreiter.

## Geschichte
Im Jahr 1222 war Wermertshausen nach Ebsdorf eingepfarrt.
In spätmittelalterlicher Zeit unterstand Wermertshausen dem Sendgericht in Ebsdorf im Dekanat Amöneburg, das dem Archidiakonat St. Stephan in der Erzdiözese Mainz zugeordnet war.
Mit Einführung der Reformation wechselte Wermertshausen ab 1527 vermutlich unter Weygandt Rauwenberg, Pfarrer von Winnen, zum evangelischen Bekenntnis. Der Ort wurde 1577 nach Winnen eingepfarrt. Die Gemeinde nahm 1606 unter Landgraf Moritz den reformierten Glauben an, um mit dessen Abdankung 1624 endgültig zum lutherischen zurückzukehren.
Im Jahr 1755 erhielt der Ort seine eigene Kirche. Aufgrund des schlechten Zustands empfahl das Landeskirchenamt 1926 den Abriss der Kirche, der aber nicht realisiert wurde. Im Zuge einer Renovierung der Kirche im Jahr 1955 legte der Kirchenmaler Karl Faulstich die übertünchten Emporenmalereien wieder frei. Anfang der 1980er Jahre wurde der Altar ersetzt.
Zusammen mit Nordeck und Winnen bildete die Kirche bis Ende 2011 eine Pfarrei im äußersten Südwesten der Evangelischen Kirche von Kurhessen-Waldeck. Nach 435 Jahren wurde Wermertshausen am 1. Januar 2012 aus dem Kirchspiel Winnen gelöst und mit der evangelischen Kirchengemeinde Dreihausen/Heskem verbunden.

## Architektur

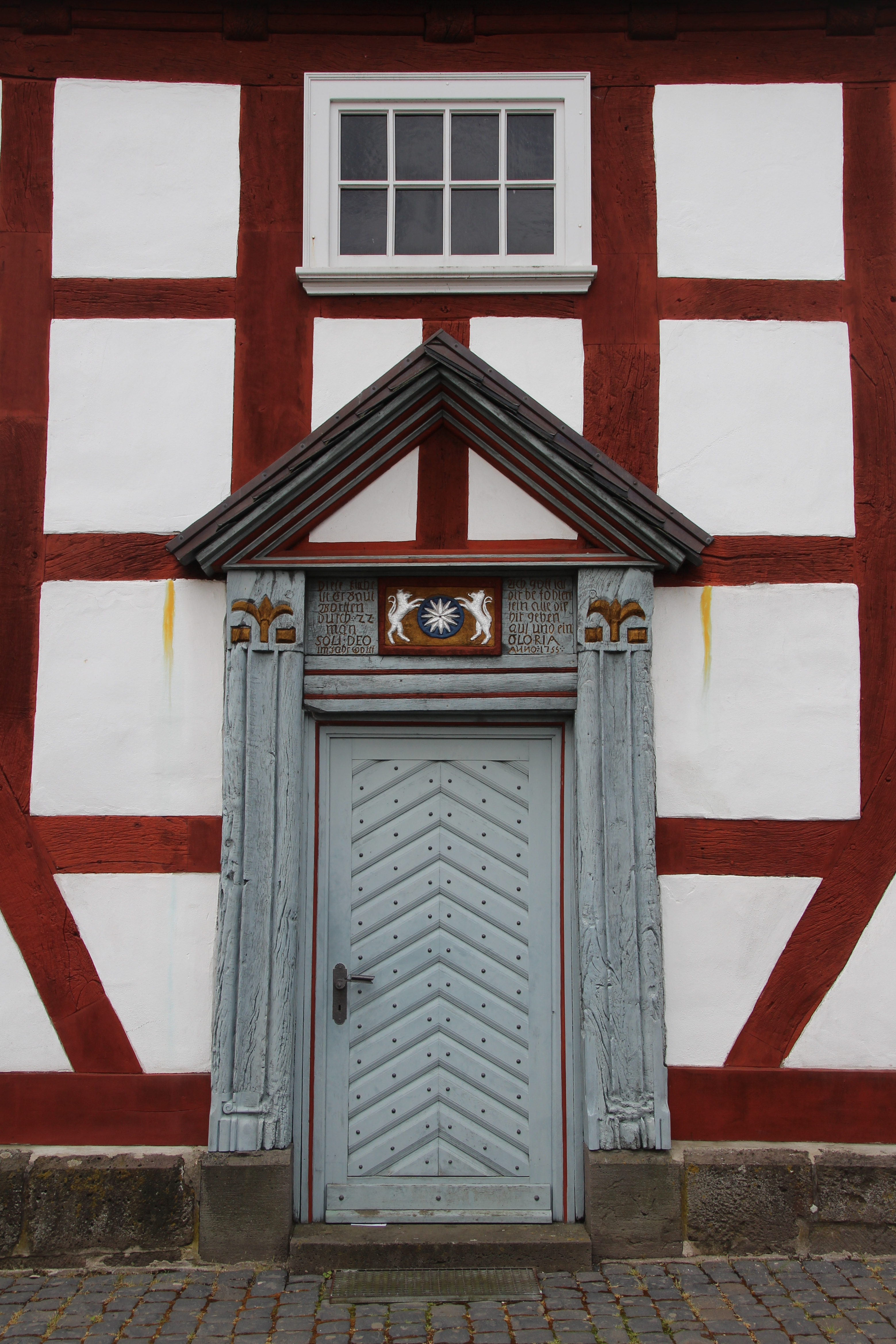
Eingangsportal

Die Kirche am nordöstlichen Dorfrand ist nicht geostet, sondern aufgrund der beiden unmittelbar angrenzenden Straßen nach Süd-Südost ausgerichtet. Die unverputzte Fachwerkkirche wird durch ein Schopfwalmdach mit Ziegeln bedeckt. Der sechsseitige Haubendachreiter ist vollständig verschiefert. Über dem niedrigen Schaft sind sechs Schallöffnungen für das Geläut eingelassen. Die geschweifte Haube wird von einem Turmknauf, Kreuz und Wetterhahn bekrönt. Die Glockenstube beherbergt seit der letzten Renovierung noch eine Glocke, davor waren es zwei Glocken.
Das Fachwerk in einfacher Ständerbauweise mit gleichförmigen hochrechteckigen Gefachen erhebt sich über einem Steinsockel bis zur Traufe. Die Fußstreben mit Gegenstreben an den Eckstielen reichen durch drei von insgesamt vier Ebenen. Die Langseiten sind baugleich gestaltet und haben im südöstlichen Teil der Kirche mächtige Fußstreben mit Gegenstreben durch drei Ebenen, die sechs große Dreiecke bilden. Die drei umlaufenden Riegel werden an den Langseiten durch je drei Rechteckfenster mit Sprossengliederung in den obersten beiden Gefachen unterbrochen. Unterhalb der Traufe ist über der Eingangstür und im Chor je ein gefachgroßes Fenster eingelassen.
Die Kirche wird durch ein hochrechteckiges hölzernes Portal in der nordwestlichen Giebelseite erschlossen. Die Einrahmung besteht aus zwei pilasterartigen Pfosten mit Querbalken und einem vorkragenden Dreiecksgiebel. Auf einer geschnitzten Holztafel über der Tür ist ein zwölfstrahliger Stern in einem Kreis zu sehen, der von zwei steigenden, zweischweifigen Löwen gehalten wird. Die Deutung dieses wappenähnliches Zierfeldes ist unklar. Möglicherweise handelt es sich um das Innungszeichen eines Handwerkers oder um das frühere Schild einer Gaststätte. Die Bauinschrift lautet: „Diese Kirche ist erbaut wortten durch: 22 man / Ach gott las dir befohlen sein alle die hir gehen aus und ein / SOLI DEO GLORIA / Im Jahr Gotts / ANNO 1755“. Das Giebeldreieck im Nordwesten ist verschiefert. Zwei kleine Rechteckfenster belichten den Dachboden.

## Innenausstattung

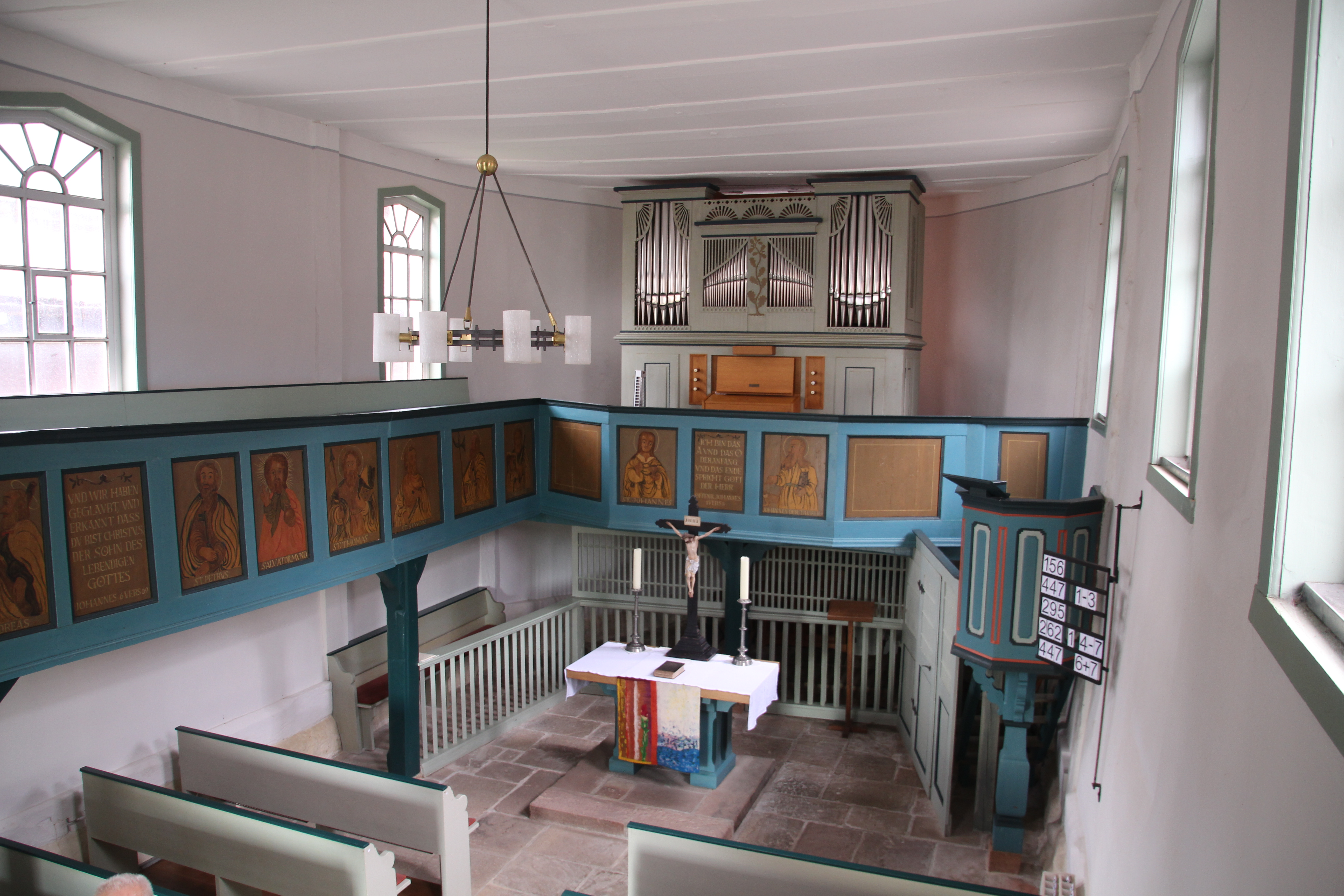
Innenraum mit Blick zur Orgelempore

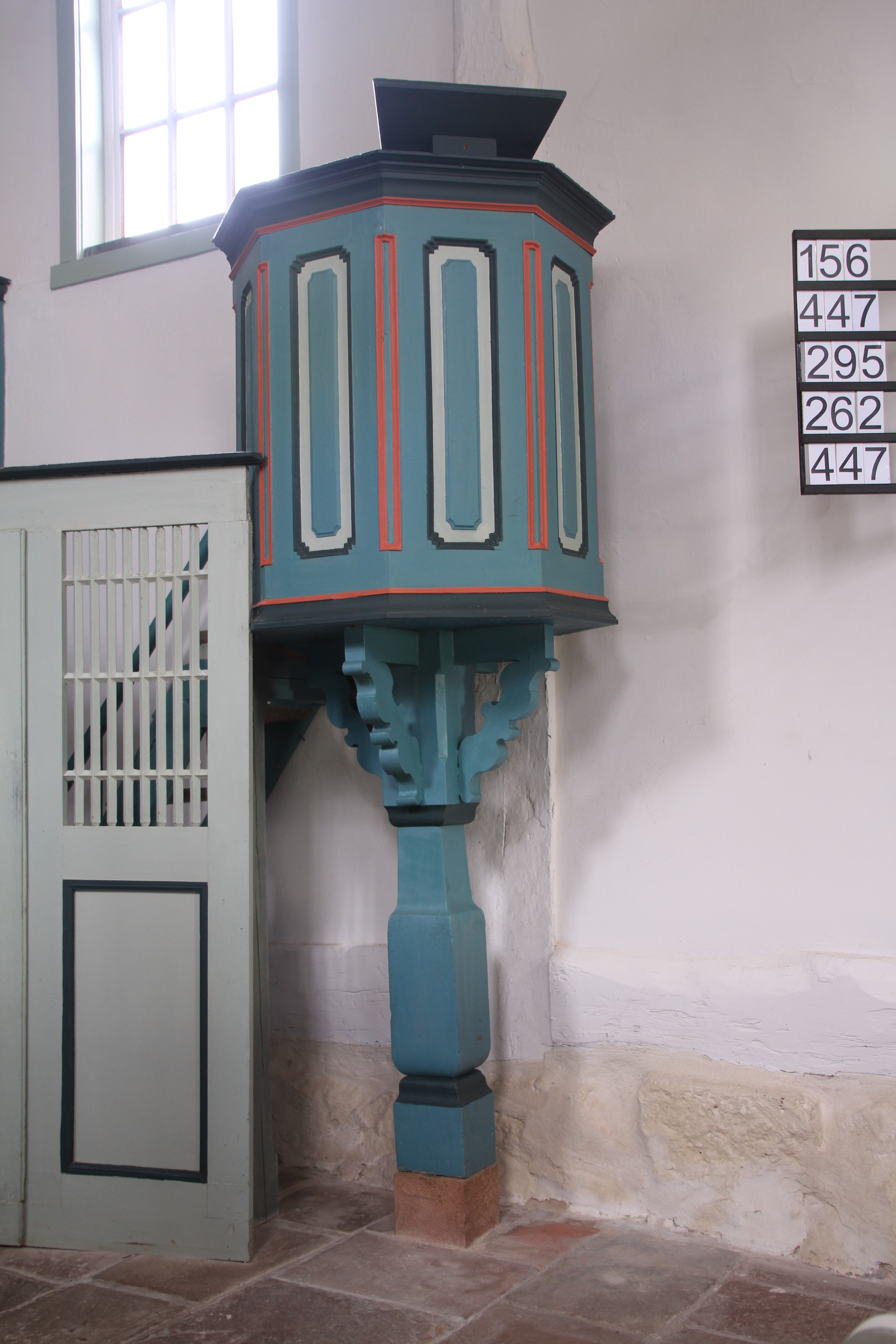
Kanzel

Der Innenraum wird durch eine Flachdecke abgeschlossen. An den beiden Ostseiten ist eine Winkelempore eingebaut, die auf Holzpfosten mit Bügen ruht. Die Empore im Chor dient als Aufstellungsort für die Orgel und kragt trapezförmig leicht nach vorne. Die Füllungen der kassierten Brüstung tragen Malereien aus der Zeit um 1780, die elf Apostel mit ihren Attributen, Christus als Salvator mundi, den Sündenfall, die Kreuzigungsgruppe und Johannes den Täufer mit sechs Fingern zeigen. Die schlichten Darstellungen im bäuerlichen Stil sind wenig plastisch und nicht proportional; als Vorlage haben wahrscheinlich die Malereien in der Kirche von Bellnhausen gedient. Die Schrifttafel über dem Altar trägt den Bibelvers aus Offb 1,8  und die Tafel in der Mitte der Langseite das Jesuswort aus Joh 6,69 . Eine Tafel ist mit einem Blumengebinde bemalt.
Der hölzerne Altartisch auf einem Sandsteinpodest ersetzt seit Anfang der 1980er Jahre den früheren, größeren Altar, der aus Platzgründen entfernt wurde. Er wurde nach einem Entwurf des Marburger Architekturbüros Himmelmann gefertigt. Auf dem Altar steht ein Kruzifix des Dreinageltypus. Im Süden ist die polygonale hölzerne Kanzel aufgestellt. Sie ruht auf einem viereckigen, gegliederten Pfosten mit geschwungenen Bügen. Die Kanzelfelder haben schmale Füllungen. Der Treppenaufgang ist zweitverwendet und wurde für die Kirche passend zugesägt.
Der Fußboden ist mit Platten aus rotem Sandstein belegt. Das hölzerne Kirchengestühl lässt einen Mittelgang frei.

## Orgel

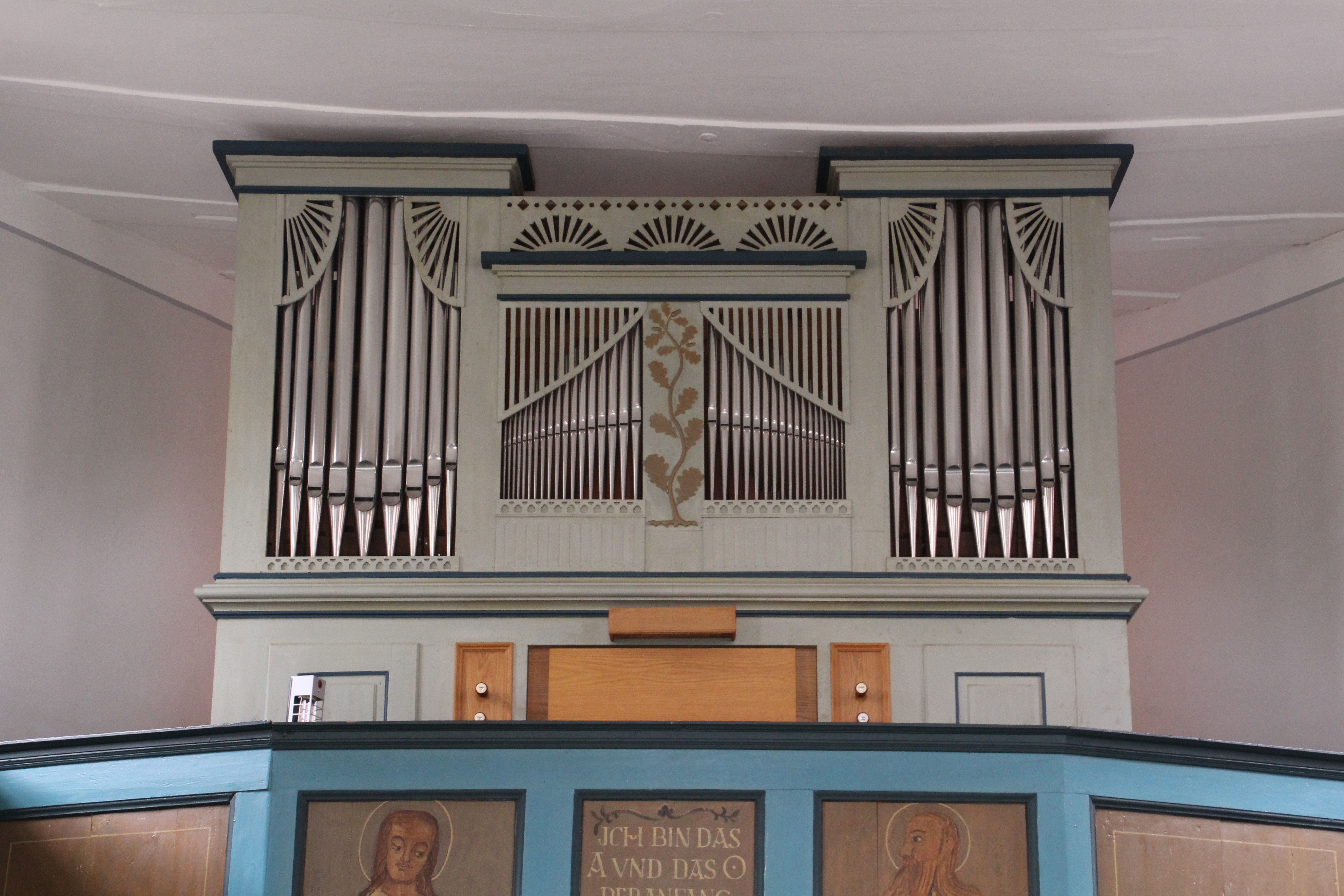
Orgel von 1984

Eine Orgel wurde 1910 von der Licher Firma Förster & Nicolaus eingebaut, die über fünf Register auf einem Manual verfügte. Die heutige Orgel schuf Förster & Nicolaus im Jahr 1984 hinter dem alten Prospekt. Das Instrument umfasst sechs Register auf einem Manual und Pedal. Die Trakturen sind mechanisch ausgeführt. Die Orgel weist folgende Disposition auf:
| I Manual C–f1 |    |
| Gedackt       | 8′ |
| Principal     | 4′ |
| Rohrflöte     | 4′ |
| Schwiegel     | 2′ |
| Mixtur III    |    |

| Pedal C–f1 |     |
| Subbaß     | 16′ |

- Koppel: I/P